# Hello, Dolly!

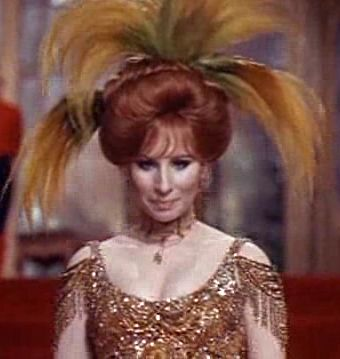
Barbra Streisand w roli Dolly Levi

Hello, Dolly! – amerykańska muzyczna komedia romantyczna oparta na broadwayowskim musicalu pod tym samym tytułem, autorstwa Michaela Stewarta. Film opowiada historię Dolly Levi (w tej roli Barbra Streisand) – swatki, która podróżuje do Yonkers w stanie Nowy Jork, aby znaleźć partnerkę dla „skąpego, niezamężnego pół-milionera”, Horacego Vandergeldera (Walter Matthau).

## Obsada
- Barbra Streisand – Dolly Levi
- Walter Matthau – Horace Vandergelder
- Michael Crawford – Cornelius Hackl
- Marianne McAndrew – Irene Molloy
- Danny Lockin – Barnaby Tucker
- E. J. Peaker – Minnie Fay
- Joyce Ames – Ermengarde Vandergelder
- Tommy Tune – Ambrose Kemper
- Judy Knaiz – Gussie Granger/Ernestina Simple
- David Hurst – Rudolph Reisenweber
- Fritz Feld – Fritz
- Richard Collier – Joe
- J. Pat O’Malley – policjant w parku
- Louis Armstrong – Louis